# Anna Maria Schwemer
Anna Maria Schwemer (* 29. August 1942 in Pforzheim) ist eine deutsche evangelische Theologin und Hochschullehrerin.

## Leben
Sie studierte von 1963 bis 1967 und von 1978 bis 1981 Theologie in Heidelberg und Tübingen. Von 1981 bis 1985 war sie wissenschaftliche Hilfskraft am Institut für antikes Judentum und hellenistische Religionsgeschichte der Universität Tübingen. Von 1985 bis 1993 war sie wissenschaftliche Assistentin von Martin Hengel. Nach der Promotion 1994 zum Doktor der Theologie an der Eberhard-Karls-Universität Tübingen, der Habilitation für das Fach Neues Testament an der Evangelisch-theologischen Fakultät der Universität Erlangen-Nürnberg und der Umhabilitation 2000 und Erteilung der Lehrbefugnis für das Fach Neues Testament an der Evangelisch-theologischen Fakultät der Universität Tübingen ist sie dort außerplanmäßige Professorin. Seit 1993 ist sie Geschäftsführerin der „Philipp-Melanchthon-Stiftung – Theologisch-Philologisches Kolleg“ und hat in diesem Rahmen seither ununterbrochen einen Lehrauftrag an der Evangelisch-theologischen Fakultät der Universität Tübingen.

## Schriften (Auswahl)
- Studien zu den frühjüdischen Prophetenlegenden Vitae prophetarum
  - Band 1: Die Viten der grossen Propheten Jesaja, Jeremia, Ezechiel und Daniel, Mohr Siebeck, Tübingen 1995, ISBN 978-3-16-146439-3.
  - Band 2: Die Viten der kleinen Propheten und der Propheten aus den Geschichtsbüchern, Mohr Siebeck, Tübingen 1996, ISBN 978-3-16-146440-9.
  - Beiheft: Synopse, Mohr Siebeck, Tübingen 1996.
- mit Martin Hengel: Paulus zwischen Damaskus und Antiochien: die unbekannten Jahre des Apostels, Mohr Siebeck, Tübingen 1998, ISBN 978-3-16-146749-3.
- mit Martin Hengel und Siegfried Mittmann (Hrsg.): La Cité de Dieu/Die Stadt Gottes, Mohr Siebeck, Tübingen 2000, ISBN 3-16-147200-4.
- mit Martin Hengel: Der messianische Anspruch Jesu und die Anfänge der Christologie, Mohr Siebeck, Tübingen 2001, ISBN 978-3-16-147669-3.
- mit Martin Hengel: Geschichte des frühen Christentums
  - Band 1: Jesus und das Judentum, Mohr Siebeck, Tübingen 2007, ISBN 978-3-16-149359-1 (zugleich Dissertation, Universität Tübingen).
  - Band 2: Die Urgemeinde und das Christentum, Mohr Siebeck, Tübingen 2019, ISBN 978-3-16-149474-1.